# Marian Cove
Die Marian Cove (in Argentinien Caleta Mariana) ist eine Bucht an der Südwestküste von King George Island im Archipel der Südlichen Shetlandinseln. Sie liegt zwischen dem Collins Harbour und der Potter Cove.
Der Name der Bucht ist in einem Bericht des schottischen Geologen David Ferguson (1857–1936) aus dem Jahr 1921 enthalten, der auf seinen Arbeiten auf King George Island zwischen 1913 und 1914 basiert. Wahrscheinlich nahmen Walfänger die Benennung der Bucht zwischen 1906 und 1913 vor. Der Benennungshintergrund ist nicht überliefert.